# Han Go-eun
Han Go-eun (10 de marzo de 1975-) es una actriz surcoreana.

## Biografía
Tiene una hermana Han Seong-won, quien es modelo.
En 2001 comenzó a salir con el cantante Park Joon-hyung, miembro del grupo g.o.d, pero la relación terminó en el 2003.
El 30 de agosto de 2005 se casó con Shin Young-soo, un empleado corporativo.

## Carrera
Ganó el concurso Super Elite Model 1995, y después de varios años de modelaje, comenzó a actuar a tiempo completo en 1998. Ese año, debutó como actriz en la película City of the Rising Sun, pero permaneció en televisión durante los siguientes años.
A pesar de la popularidad de sus dramas, tales como Guardaespaldas (2003), fue criticada en sus inicios por su pobre actuación, especialmente su voz, articulación y pronunciación.
Posteriormente ganó elogios por su papel en More Beautiful Than a Flower, Love and Ambition  (2006), Capital Scandal (2007) y The Reputable Family (2010).
En 2011 protagonizó Daughters of Bilitis Club, parte de la antología Drama Especial de un capítulo. Fue el primero con temática lesbiana y fue un retrato de tres parejas del mismo sexo a través de múltiples generaciones. Pero más tarde fue sacada del aire debido a la presión pública.
Después interpretó a la antagonista de las series Me Too, Flower! (2011), y Diosa de Fuego (2013).
También es la presentadora de Diet Master, programa semanal de cable con invitados que han luchado para perder peso y que proporciona ayuda y consejo de expertos de la salud.
En octubre de 2018 se anunció que se había unido al elenco de la serie Love Watch donde dará vida a Han Jae-kyung, la CEO de la agencia de la actriz Yoon Yoo-jung (Yoon Eun-hye), una mujer profesional que ha cuidado la carrera y la vida privada de Yoo-jung desde el inicio.

## Filmografía

### Series
- There is no Goo Pil-su (2022)
- Under Cover (JTBC, 2021) como Go Yoon-joo (de adulta)
- Love Alert (MBN, 2018)
- Should We Kiss First? (SBS, 2018)
- Miss Mamma Mia (KBS, 2015)
- Give Love Away (MBC, 2013)
- Goddess of Fire (MBC, 2013)
- Suspicious Family (MBN, 2012)
- Me Too, Flower! (MBC, 2011)
- Drama Special "Daughters of Bilitis Club" (KBS2, 2011)
- Chuno The Slave Hunters 2010
- A Man Called God (MBC, 2010)
- The Reputable Family (KBS1, 2010)
- Can Anyone Love (SBS, 2009)
- Formidable Rivals (KBS2, 2008) (cameo, ep 16)
- Woman of Matchless Beauty, Park Jung-geum (MBC, 2008)
- Capital Scandal (KBS2, 2007)
- Love and Ambition (SBS, 2006)
- Lawyers (MBC, 2005)
- Spring Day (SBS, 2005)
- Jang Gil-san (SBS, 2004)
- More Beautiful Than a Flower (KBS2, 2004)
- Bodyguard (KBS2, 2003)
- That Woman Catches People (SBS, 2002)
- Like Father Unlike Son (KBS, 2001)
- Medical Center (SBS, 2000)
- Money.com (SBS, 2000)
- Love Story "Lost Baggage" (SBS, 1999)
- Sweet Bride (SBS, 1999)
- Happy Together (SBS, 1999)
- LA Arirang (SBS, 1995)

### Cine
- The Black Hand (2015)
- City of Damnation (2009)
- City of the Rising Sun (1998)

### Espectáculo de variedades
- Same Bed, Different Dreams 2 (2018-)
- Diet Master (StoryOn, 2013)
- Law of the Jungle W (SBS, 2012)[14]
- Diet Wars 6 (StoryOn, 2012)
- Entertainment Weekly (KBS2, 2001)[15]
- Section TV (MBC, 1999)

### Presentadora
| Año             | Programa                      | Notas                                                   |
| --------------- | ----------------------------- | ------------------------------------------------------- |
| 2020 - presente | Most Normal Family            | co-presentadora - junto a Jang Sung-kyu y Ha-ha         |
| 2018            | 2018 SBS Entertainment Awards | co-presentadora - junto a Kim Jong Kook y Park Soo-hong |